# Archidiecezja singapurska

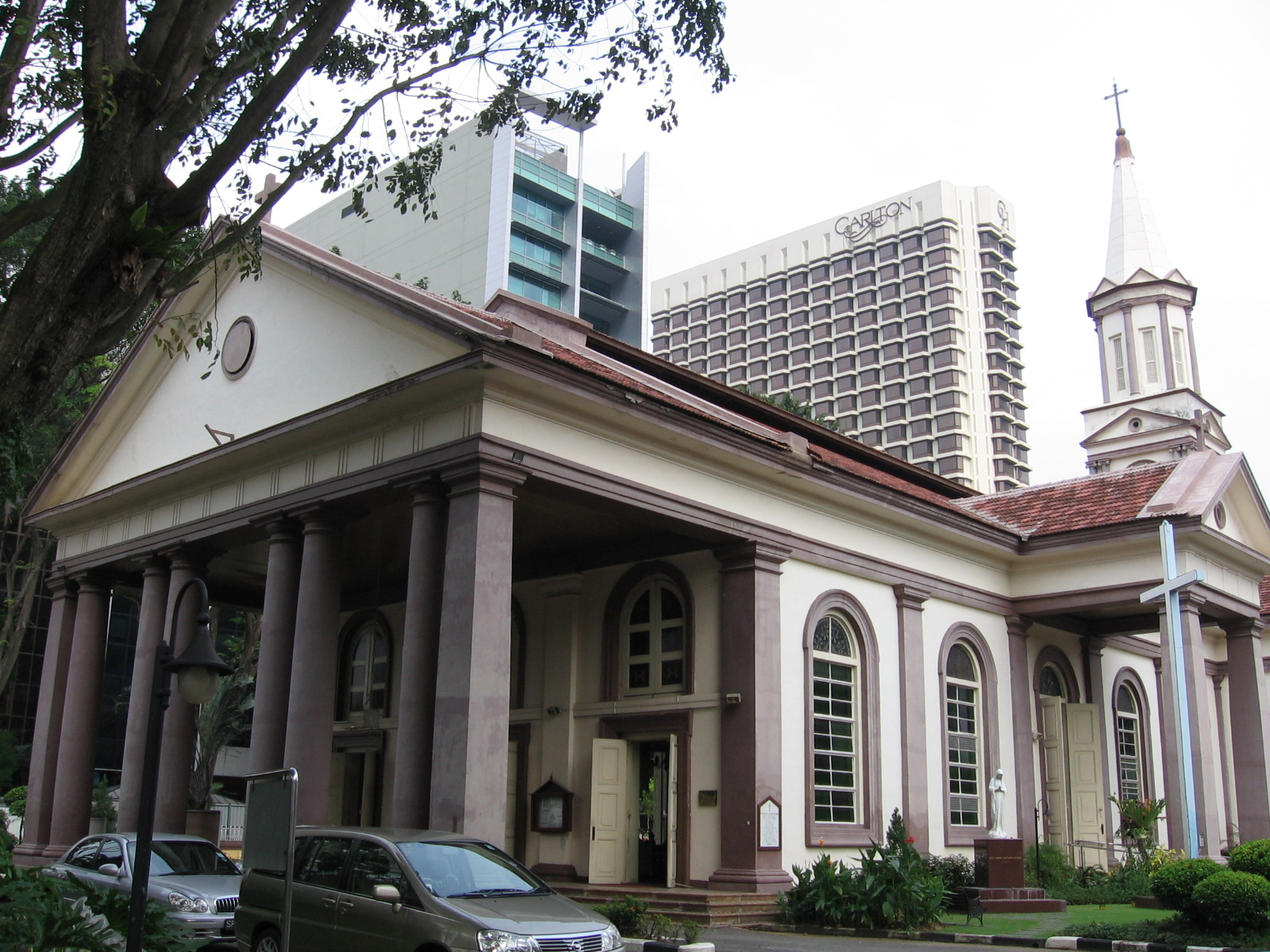
Archikatedra Dobrego Pasterza w Singapurze

Archidiecezja singapurska (łac.: Archidioecesis Singaporensis, ang.: Roman Catholic Archdiocese of Singapore) – katolicka archidiecezja Kościoła rzymskokatolickiego w Singapurze, obejmująca swoim zasięgiem cały kraj. Siedziba arcybiskupa znajduje się w katedrze Dobrego Pasterza w Singapurze.

## Historia
Początki archidiecezji singapurskiej związane są z działalnością misjonarzy portugalskich prowadzących misję w tym rejonie świata od XVI w. Archidiecezja singapurska została założona 4 lutego 1558 r. jako diecezja Malakka przez papieża Pawła IV. W 1841 r. papież Grzegorz XVI przekształcił biskupstwo w wikariat apostolski Malakka-Singapur. W 1888 r. został on sufraganią indyjskiej archidiecezji Pondicherry. Papież Pius XII podniósł wikariat do rangi diecezji w 1953 r., a następnie w 1955 r. do rangi archidiecezji. W 1972 r. dokonano podziału archidiecezji Malakka-Singapur, wydzielając z niej archidiecezję singapurską i diecezję Malakka-Johor.

## Biskupi
- biskup diecezjalny: kard. William Goh

## Podział administracyjny
W skład archidiecezji singapurskiej wchodzi 5 dekanatów, złożonych z 30 parafii:
- Dekanat Śródmiejski
  - Parafia Dobrego Pasterza – 'A' Queen Street
  - Parafia św. Józefa – 143 Victoria Street
  - Parafia świętych Piotra i Pawła – 225A Queen Street
  - Parafia Naszej Pani z Lourdes – 50 Ophir Road
  - Parafia Najświętszego Serca Pana Jezusa – 111 Tank Road
  - Parafia św. Teresy – 510 Kampong Bahru Road
  - Parafia św. Alfonsa – 300 Thomson Road
  - Parafia św. Bernadetty – 12 Zion Road
  - Parafia św. Michała Archanioła – 17 Saint Michael's Road

- Dekanat Wschodni
  - Parafia Świętej Rodziny – 6 Chapel Road
  - Parafia Najświętszej Maryi Panny Królowej Pokoju – 4 Sandy Lane
  - Parafia św. Stefana – 30 Sallim Road
  - Parafia Matki Bożej Nieustającej Pomocy – 31 Siglap Hill
  - Parafia Trójcy Świętej – 20 Tampines Street 11

- Dekanat Zachodni
  - Parafia św. Ignacego – 120 King's Road
  - Parafia Najświętszego Sakramentu – 1 Commonwealth Drive
  - Parafia Matki Boskiej Anielskiej – 5 Bukit Batok East Avenue 2
  - Parafia św. Franciszka z Asyżu – 200 Boon Lay Avenue
  - Parafia Krzyża Świętego – 450 Clementi Avenue 1

- Dekanat Północny
  - Parafia św. Józefa – 620 Upper Bukit Timah Road
  - Parafia św. Antoniego – 25 Woodlands Avenue 1
  - Parafia Ducha Świętego – 248 Upper Thomson Road
  - Parafia Chrystusa zmartwychwstałego – 91 Toa Payoh Central
  - Parafia Naszej Pani Królowej Nieba – 10 Yishun Street 22
  - Parafia Chrystusa Króla – 2221 Ang Mo Kio Avenue 8

- Dekanat Serangoon 
  - Parafia Narodzenia Najświętszej Marii Panny – 1259 Upper Serangoon Road
  - Parafia Niepokalanego Serca Maryi – 24 Highland Road
  - Parafia św. Franciszka Ksawerego – 63A Chartwell Drive
  - Parafia św. Anny – 66 Sengkang East Way
  - Parafia św. Wincentego a Paulo – 301 Yio Chu Kang Road

## Główne świątynie
- Katedra: Archikatedra Dobrego Pasterza w Singapurze